# تشارلز مورارد
تشارلز مورارد (بالفرنسية: Charles Morard)‏ هو ملاكم فرنسي راحل، مثّل بلاده في الألعاب الأولمبية الصيفية 1908.

## روابط خارجية
تشارلز مورارد على موقع أوليمبيديا (الإنجليزية)